# Gymnocalycium calochlorum
Gymnocalycium calochlorum là một loài thực vật có hoa trong họ Cactaceae. Loài này được (Boed.) Y.Itô mô tả khoa học đầu tiên năm 1952.

## Hình ảnh

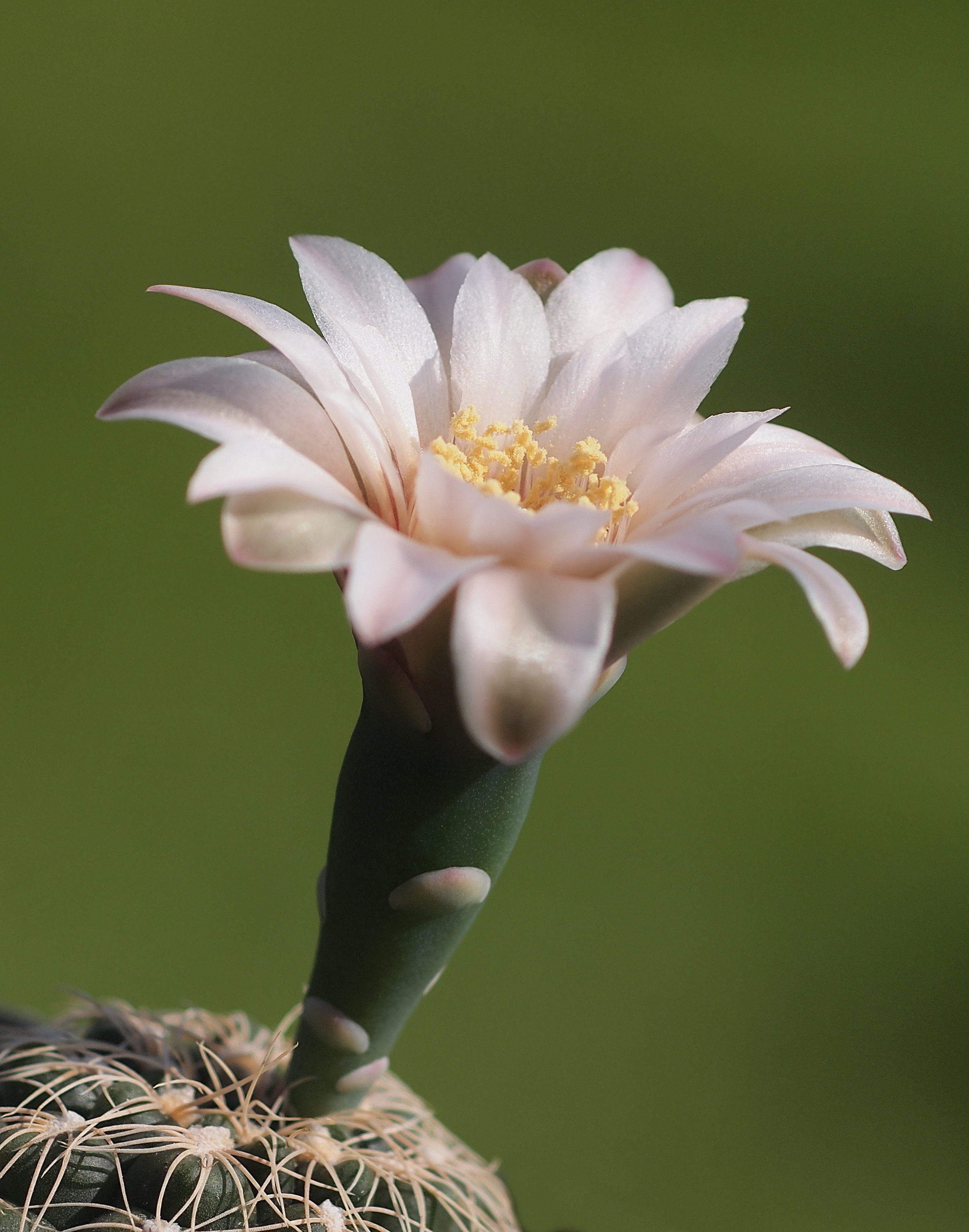
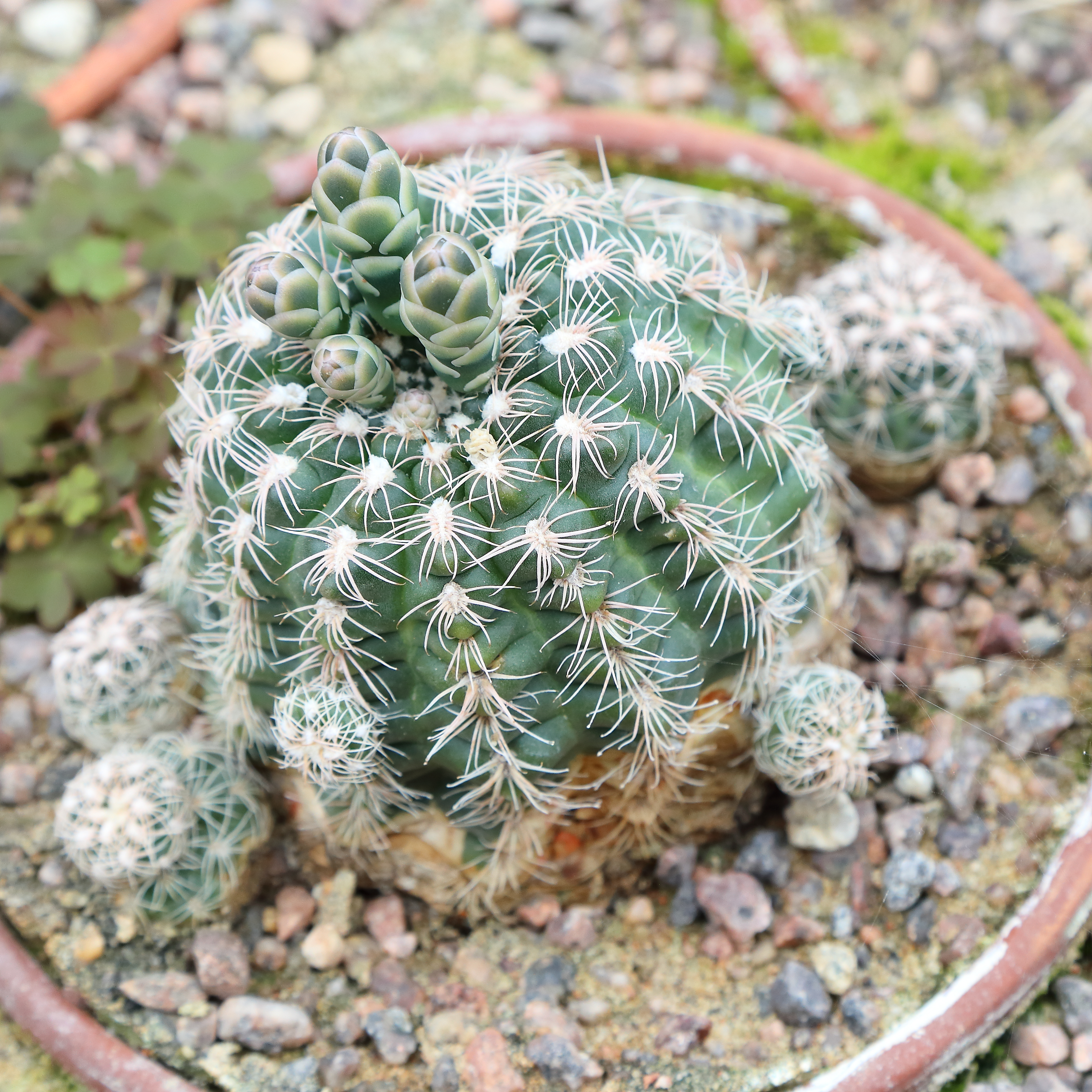
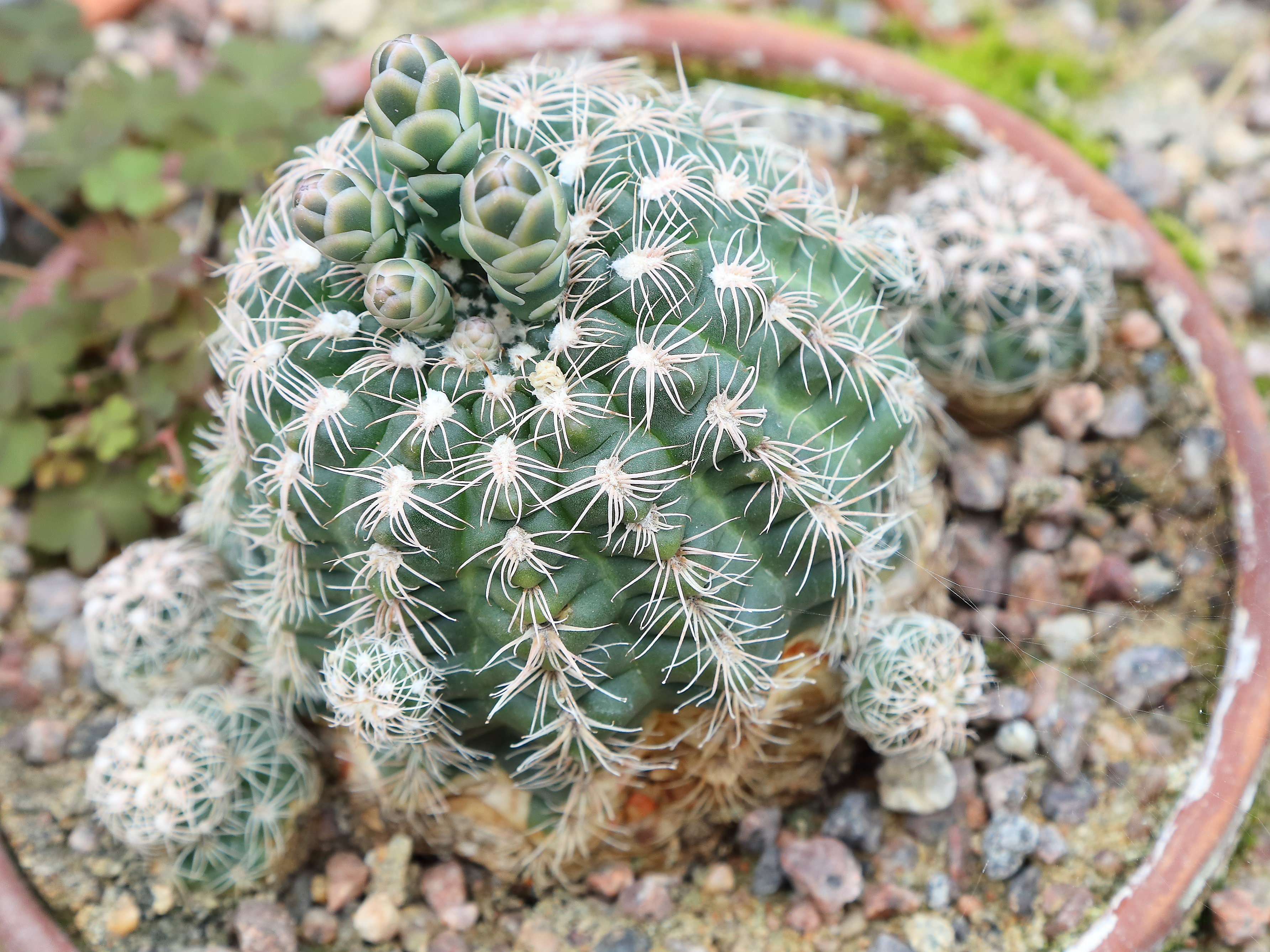